# Giesse-Kanal
Der Giesse-Kanal (auch Giessekanal geschrieben) ist ein Fliessgewässer in der Auenlandschaft an der Saane und der Aare westlich von Bern. Der Kanal entstand in den 1960er Jahren, als das Flussbett der Saane mit Hochwasserschutzdämmen gesichert wurde, zur Entwässerung des Hinterlandes links von diesem Fluss. Den Oberlauf bildet der bei einem natürlichen Grundwasseraustritt entspringende Bach Giesse, von dem der Name für den Kanal abgeleitet ist.

## Geographie

### Verlauf
Der rund 3,4 Kilometer lange Bach verläuft mehrheitlich parallel zum Unterlauf der Saane nach Norden. Er hat in der flachen Auenlandschaft ein Sohlgefälle von nur gerade fünf Metern.
Er fliesst zunächst fast einen Kilometer weit am linken Rand der Ebene durch die Haselau, zuerst im Gebiet der Gemeinde Ferenbalm und dann in jenem von Wileroltigen. Der 50 Meter hohe Saaneviadukt der Autobahn A1 und die Hochspannungsleitung Mühleberg-Galmiz führen hoch über den Bach. Nördlich von der hohen Brücke passiert dieser das Landwirtschaftsgebiet in der Wilerau, zunächst über mehr als einen Kilometer eingedolt und danach im offenen Kanalgraben. Nördlich der Wilerau nimmt er von links den Quellbach aus dem Gebiet Au auf. Über den Kanal führt eine Betonbrücke, die für die Radfernwege «Aare-Route» und «Areuse–Emme–Sihl» sowie den Wanderweg «Via Berna» den Zugang zum Saanesteg ermöglicht.
Der Giesse-Kanal durchquert auf seinem letzten Abschnitt in der Gemeinde Kallnach das national bedeutende Landschafts- und Amphibienschutzgebiet Niederried-Oltigenmatt. In der Auen- und Moorlandschaft sind kleine Fliessgewässer mit dem Giessekanal verbunden, dem von links in einer steilen Runse noch der «Rütigrabe» als zweiter linker Nebenbach zufliesst. Östlich von Golaten mündet der Kanal in die Aare, die in diesem Bereich den Stausee Niederried erreicht.

### Einzugsgebiet
Das etwa  2,2 km² grosse Einzugsgebiet des Giesse-Kanals liegt im Aaretal und wird durch ihn über die Aare und den Rhein zur Nordsee entwässert.
Es besteht zu 26,8 % aus bestockter Fläche, zu 59,7 % aus Landwirtschaftsfläche, zu 7,7 % aus Siedlungsfläche und zu 5,9 % aus unproduktiven Flächen.
Die mittlere Höhe des Einzugsgebiets beträgt 478,8 m ü. M.